# Keenan Wynn

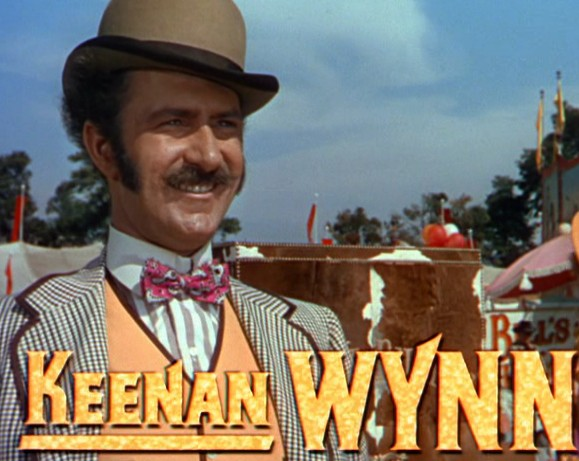
Keenan Wynn în genericul filmului Annie Get Your Gun (1950)

Keenan Wynn (născut Francis Xavier Aloysius James Jeremiah Keenan Wynn la 27 iulie 1916 – d. 14 octombrie 1986) a fost un actor evreu-american de film.

## Filmografie

### Anii 1930–1940
- 1937 Between Two Women, regia George B. Seitz
- 1942 Somewhere I'll Find You, regia Wesley Ruggles - Sergeant Tom Purdy (nemenționat)
- 1942 The War Against Mrs. Hadley - voce of Radio Announcer (nemenționat)
- 1942 For Me and My Gal - Eddie Milton (nemenționat)
- 1942 Northwest Rangers - 'Slip' O'Mara
- 1943 Lost Angel - Packy Roost
- 1944 See Here, Private Hargrove - Pvt. Mulvehill
- 1944 Since You Went Away - Lt. Solomon
- 1944 Marriage Is a Private Affair - Major Bob Wilton
- 1945 Without Love - Quentin Ladd
- 1945 The Clock - The Drunk
- 1945 Between Two Women - Tobey
- 1945 Ziegfeld Follies - Caller ('Number Please')
- 1945 Week-End at the Waldorf - Oliver Webson
- 1945 What Next, Corporal Hargrove? - Pvt. Thomas Mulvehill
- 1946 Easy to Wed - Warren Haggerty
- 1946 The Thrill of Brazil - Steve Farraugh
- 1946 No Leave, No Love - Slinky
- 1946 The Cockeyed Miracle - Ben Griggs
- 1947 The Hucksters - Buddy Hare
- 1947 Song of the Thin Man - Clarence 'Clinker' Krause
- 1948 B.F.'s Daughter - Martin Delwyn Ainsley
- 1948 The Three Musketeers - Planchet
- 1948 My Dear Secretary - Ronnie Hastings
- 1949 Neptune's Daughter - Joe Backett
- 1949 That Midnight Kiss - Artie Geoffrey Glenson

### Anii 1950
- 1950 Annie Get Your Gun - Charlie Davenport
- 1950 Love That Brute - Bugsy Welch
- 1950 Three Little Words - Charlie Kope
- 1951 Royal Wedding - Irving Klinger / Edgar Klinger
- 1951 Kind Lady - Edwards' Butler
- 1951 Texas Carnival - Dan Sabinas
- 1951 Angels in the Outfield - Fred Bayles
- 1951 It's a Big Country - Michael Fisher
- 1952 Apel de la un străin (Phone Call from a Stranger), regia Jean Negulesco - Eddie Hoke
- 1952 The Belle of New York - Max Ferris
- 1952 Skirts Ahoy! - Himself (nemenționat)
- 1952 Holiday for Sinners - Joe Piavi
- 1952 Fearless Fagan, regia Stanley Donen - Sgt. Kellwin - Company J
- 1952 Desperate Search - Brandy
- 1952 Sky Full of Moon - Al
- 1953 Battle Circus - Sergeant Orvil Statt
- 1953 Code Two - Police Sgt. Jumbo Culdane
- 1953 Kiss Me Kate - Lippy
- 1953 All the Brothers Were Valiant - Silva
- 1954 The Long, Long Trailer - Policeman
- 1954 Tennessee Champ - Willy Wurble
- 1954 Men of the Fighting Lady - Lt. Commander Ted Dodson
- 1955 The Glass Slipper - Kovin
- 1955 The Marauders - Hook
- 1955 Running Wild - Ken Osanger
- 1955 Shack Out on 101 - George
- 1956 The Man in the Gray Flannel Suit - Sgt. Caesar Gardella
- 1956 The Naked Hills - Sam Wilkins
- 1956 Johnny Concho - Barney Clark
- 1956 The Great Man - Sid Moore
- 1957 Joe Butterfly - Harold Hathaway
- 1957 The Fuzzy Pink Nightgown - Dandy
- 1957 Don't Go Near the Water - Gordon Ripwell
- 1958 The Deep Six - Lt. Commander Mike Edge
- 1958 Stigmatul răului (Touch of Evil), regia Orson Welles - Bartender (nemenționat)
- 1958 Soroc de viață și soroc de moarte (A Time to Love and a Time to Die), regia Douglas Sirk - Reuter
- 1958 Permisie de plăcere (The Perfect Furlough), regia Blake Edwards - Harvey Franklin
- 1959 That Kind of Woman - Harry Corwin
- 1959 A Hole in the Head - Jerry Marks

### Anii 1960
- 1960 The Crowded Sky - Nick Hyland
- 1961 The Absent-Minded Professor - Alonzo P. Hawk
- 1961 The Joke and the Valley (film TV) - Lambert Giles
- 1961 The Big Bankroll - Tom Fowler
- 1961 Black City - Di Gennaro
- 1961 The Power and the Glory (film TV) - Wine Merchant
- 1963 Son of Flubber - Alonzo P. Hawk
- 1963 The Bay Of St. Michel - Nick Rawlings
- 1964 Man in the Middle - Lt. Charles Winston
- 1964 Dr. Strangelove, regia Stanley Kubrick - Colonel Bat Guano
- 1964 Honeymoon Hotel - Mr. Sampson
- 1964 Stage to Thunder Rock - Ross Sawyer
- 1964 The Patsy - Harry Silver
- 1964 Bikini Beach - Harvey Huntington Honeywagon
- 1964 The Americanization of Emily - Old Sailor
- 1965 Nightmare in the Sun - Junk dealer
- 1965 Marea cursă (The Great Race), regia Blake Edwards - Hezekiah Sturdy
- 1966 Promise Her Anything - Angelo Carelli
- 1966 The Night of the Grizzly - Jed Curry
- 1966 Stagecoach, regia Gordon Douglas - Luke Plummer
- 1966 Around the World Under the Sea - Hank Stahl
- 1967 Warning Shot - Sgt. Ed Musso
- 1967 Welcome to Hard Times - Zar
- 1967 The War Wagon (The War Wagon), regia [[]Burt Kennedy] - Wes Fletcher
- 1967 Point Blank, regia John Boorman - Yost
- 1967 Run Like a Thief - Willy Gore
- 1968 Frame Up - Inspector Donald
- 1968 The Longest Hunt - Major Charlie Doneghan
- 1968 Finian's Rainbow) - Senator Billboard Rawkins
- 1968 A fost odată în vest (Once Upon a Time in the West), Sergio Leone - șeriful / licitatorul
- 1968 The Magic Pear Tree (film scurt) - Marquis (voce)
- 1969 Aurul lui Mackenna (Mackenna's Gold), regia J. Lee Thompson - Sanchez
- 1969 Smith! - Vince Heber
- 1969 The Monitors - The General
- 1969 80 Steps to Jonah - Barney Glover
- 1969 Viva Max! - General Lacomber

### Anii 1970
- 1970 House on Greenapple Road (film TV) - Sgt. Charles Wilentz
- 1970 Loving - Edward
- 1970 Five Savage Men - Pudge Elliott
- 1970 Santa Claus Is Comin' to Town (film TV) - The Winter Warlock (voce)
- 1971 Assault on the Wayne (film TV) - Orville Kelly
- 1971 Pretty Maids All in a Row - Poldaski
- 1971 Cannon - Eddie
- 1971 The Man with Icy Eyes - Harry Davis
- 1971 Terror in the Sky (film TV) - Milton
- 1971 The Manipulator - Old Charlie
- 1972 Panhandle 38 - Billy Bronson / Kile Richards
- 1972 Wild in the Sky - General Harry Gobohare
- 1972 Assignment: Munich (film TV) - George
- 1972 Cancel My Reservation - șerif 'Houndtooth' Riley
- 1972 The Mechanic - Harry McKenna [„Big Harry”]
- 1972 Snowball Express - Martin Ridgeway
- 1973 VD Attack Plan (film scurt) - Contagion Corps Sergeant (narator)
- 1973 Hijack! - Donny McDonald
- 1974 Herbie Rides Again - Alonzo A. Hawk
- 1974 The Internecine Project - E.J. Farnsworth
- 1974 The Legend of Earl Durand - Colonel Nightingale
- 1974 Hit Lady (film TV) - Buddy McCormack
- 1975 Target Risk (film TV) - Simon Cusack
- 1975 He Is My Brother - Brother Dalton
- 1975 Nashville - Mr. Green
- 1975 The Man Who Would Not Die () - Victor Slidell
- 1975 The Devil's Rain, regia Robert Fuest - șerif Owens
- 1975 A Woman for All Men - Walter McCoy
- 1976 The Lindbergh Kidnapping Case (film TV) - Fred Huisache
- 1976 20 Shades of Pink (film TV)
- 1976 The Quest (film TV) - H. H. Small
- 1976 Jeremiah of Jacob's Neck (film TV) - Jeremiah Starbuck
- 1976 High Velocity - Mr. Andersen
- 1976 The Killer Inside Me - Chester Conway
- 1976 The Shaggy D.A. - John Slade
- 1976 The Quest: The Longest Drive (film TV) - Cooler
- 1977 Mission to Glory: A True Story
- 1977 Orca - Novak
- 1977 Sex and the Married Woman (film TV) - Uncle June
- 1978 Laserblast' - Colonel Farley
- 1978 Coach - Fenton "F. R." Granger
- 1978 The Bastard - Johnny Malcolm
- 1978 Piranha - Jack
- 1978 The Lucifer Complex - U.S. Secretary of Defense / Adolph Hitler?
- 1979 The Billion Dollar Threat (film TV) - Ely
- 1979 The Dark - Sherman "Sherm" Moss
- 1979 Hollywood Knight - Jed
- 1979 Sunburn - Mark Elmes
- 1979 Parts: The Clonus Horror - Jake Noble
- 1979 The Glove - Bill Schwartz
- 1979 The Treasure Seekers - Meat Cleaver Stewart
- 1979 A Touch of the Sun - General Spelvin

### Anii 1980
- 1980 Just Tell Me What You Want - Seymour Berger
- 1980 Mom, the Wolfman and Me (film TV) - Grandpa Bergman
- 1981 The Monkey Mission (film TV) - Stump Harris
- 1982 A Piano for Mrs. Cimino (film TV) - Barney Fellman
- 1982 The Capture of Grizzly Adams (film TV) - Bert Woolman
- 1982 Ultimul inorog (The Last Unicorn), regia Jules Bass și Arthur Rankin, Jr. - căpitanul Cully / Harpy (voce)
- 1982 Best Friends - Tom Babson
- 1983 Hysterical - Fisherman
- 1983 Return of the Man from U.N.C.L.E. (film TV) - Piers Castillian
- 1983 Wavelength - Dan
- 1985 Prime Risk - Dr. Lasser
- 1985 Code of Vengeance (film TV) - Willis
- 1985 Mirrors (film TV) - Reverend Dahlstrom
- 1985 Zoo Ship (voce)
- 1986 Black Moon Rising (Harley Cokliss) - Iron John
- 1986 Hyper Sapien: People from Another Star - Grandpa (ultimul rol de film)